# Obsahová analýza

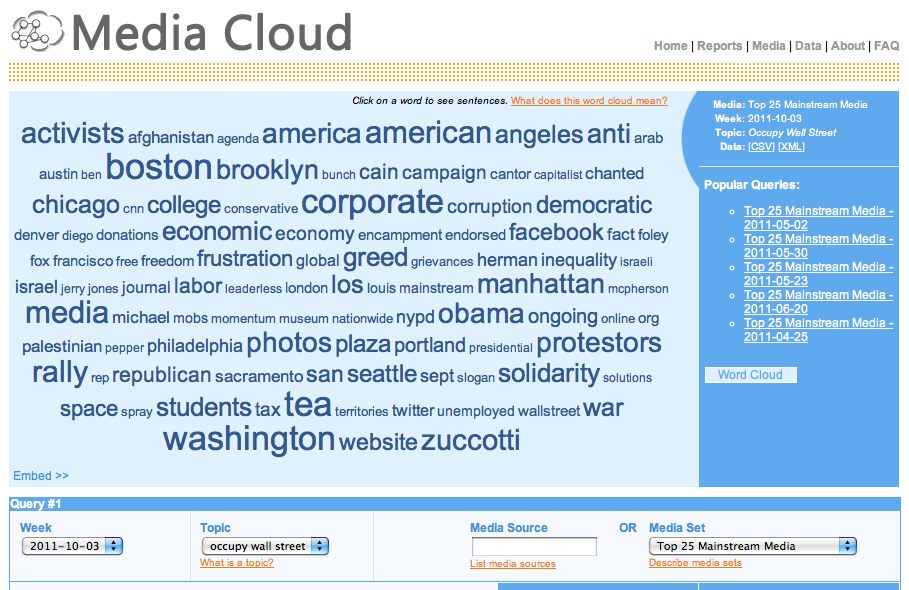
Obrazovka nástroje Media Cloud pro obsahovou analýzu, která ukazuje 25 nejvýznamnějších novinových zdrojů pro událost "Occupy Wall Street" pro týden od 3. října 2011

Obsahová analýza (anglicky content analysis) nebo také věcná analýza spadající do kvantitativních analýz je podle České terminologické databáze knihovnictví a informační vědy (TDKIV) definována jako: „analýza obsahu dokumentu zahrnující metody a pravidla pro stanovení tematiky dokumentu, případně časového a prostorového hlediska, čtenářského určení a formy dokumentu. Slovní vyjádření obsahu dokumentu v přirozeném jazyce je transformováno do věcných selekčních údajů v procesu věcného pořádání nebo do vět v procesu sémantické redukce textu dokumentu“.

## Historie a vývoj
Jisté prvky obsahové analýzy bychom našli již v 17. století, kdy byly tehdejší noviny podrobovány zkoumání ze strany katolické církve (v podstatě forma cenzury).
V 19. století v souvislosti s rostoucím množství novinové produkce vzrostl paralelně i rozvoj metody obsahové analýzy (porovnával se např. počet článků podávajících kvalitní a seriózních informací a počet článků méně závažných věnujících se bulváru nebo sportu).
Ve čtyřicátých letech 20. století našla obsahová analýza uplatnění v informační vědě a knihovnictví jako výzkumná metoda závěrečných prací zásluhou amerického sociologa Bernarda Berelsona, děkana Library School na chicagské univerzitě. Berelson definoval obsahovou analýzu jako techniku spočívající v systematickém a kvantitativním popisu projevu obsahů komunikace.
V posledních dvaceti letech byla hojně využívána především v oblasti společenských věd, protože jedním z hlavních kladů je aplikovatelnost na různorodé typy dat a přizpůsobení se výzkumným záměrům.

## Využití obsahové analýzy

### Využití obsahové analýzy v oboru Informační studia a knihovnictví
Výstupem obsahové analýzy mohou být různé stupně redukce textu: referáty, anotace a abstrakty nebo věcné pořádání informací: systematické a předmětové třídění, využívané v rejstřících, odkazech nebo heslářích.

### Redukované texty

#### Referát
Referát je redukovaný text, který objektivně charakterizuje obsah dokumentu. Měl by být výstižný, přehledný, jasný, stručný, přesný, objektivní a čtivý. Je formulován v přirozeném jazyce, používají se celé věty, někdy je možné využít stručných hesel. Podle charakteru zpracování je možné referáty rozdělit na informativní, indikativní, kritické, modulární, analytické, přehledové, výběrové a autorské.

#### Anotace
Anotace představuje redukovaný text, který stručně charakterizuje obsah dokumentu, popřípadě informuje o autorovi, zaměření, vědecké nebo umělecké hodnotě dokumentu. Může mít vysvětlující nebo doporučující charakter a obsahovat také informace z dalších dokumentů. Funkcí anotace je především upozornit na existenci dokumentu. Podle charakteru zpracování lze jednotlivé anotace rozdělit na informativní, doporučující, textologické, analytické, skupinové, bibliografické, nakladatelské, redakční a autorské.

#### Abstrakt
Abstrakt bývá mnohdy spojován s referátem, tak jak tyto pojmy vysvětluje TDKIV. Podle Kováře ale představuje větší redukci textu než referát. Je považován za kratší sdělení, které charakterizuje obsah, zaměření, hodnotu, účel, formu a původ dokumentu. Může být buď informativní, nebo doporučující (hodnotí podle vhodnosti pro cílovou skupinu). Z hlediska zpracování mohou být abstrakty všeobecné nebo specializované.

### Třídění informací

#### Systematické třídění
Systematické pořádání informací je realizováno prostřednictvím systematického selekčního jazyka. Což je věcný selekční jazyk, který je tvořen klasifikačními znaky a jeho struktura je prezentována nejčastěji hierarchickými vztah mezi třídami (generické a partitivní vztahy).
Selekční jazyky se obvykle dělí na identifikační a věcné. Věcné selekční jazyky se dále dělí na systematické a předmětové. Podle typologie selekčních jazyků jsou odvozeny dvě základní kategorie systematických selekčních jazyků:
1. prekoordinovaný systematický selekční jazyk (SSJ) : MDT, DDT
2. postkoordinovaný SSJ : Ranghanatanovo dvojtečkové třídění.[9]

#### Předmětové třídění
Předmětové třídění vyjadřuje obsah dokumentu pomocí abecedně uspořádaných hesel (lexikálních jednotek). Využívají se klíčová slova, předmětová hesla deskriptorové selekční jazyky.
Podle typologie předmětových selekčních jazyků lze odvodit též dvě základní kategorie:
1. prekoordinovaný předmětový selekční jazyk (PSJ) : předmětová hesla
2. postkoordinovaný PSJ : deskriptorové selekční jazyky.[9]

### Využité obsahové analýzy v oboru mediálních studií a žurnalistiky
Jelikož patří pod kvantitativní analýzu dat, je možné ji aplikovat na analýzu různých textů, obsahů, či projevů a hledat v nich podobné proměnné znaky a počítat jejich četnost a následně hledat mezi nimi různé vztahy a kauzality. V oboru mediálních studií a žurnalistiky lze například použít pro analýzu výskytu slova "vláda" v určitém časovém období například v jednom tištěném deníku. Autor práce pak může sledovat, zda se množství výskytu tohoto slova nějak měnilo v návaznosti na změnu situaci ve vládě. Sledovány mohou být i různé zákonnitosti, nebo se mohou provnávat počty článků na dané téma mezi konkurenčními médií. Možností je nepřeberné množství.

## Software
Vzhledem k tomu, jak velké množství informací se v rámci procesu obsahové analýzy (především kvantitativní OA) zpracovává, vzniklo několik softwarových programů, které tyto činnosti ulehčují.
Jde např. o software TextQuest, jehož základní myšlenka vznikla již v roce 1983 a jako výstup může sloužit slovník jednoslovných výrazů, slovních sekvencí, permutací slovních výrazů nebo konkordancí. Podle autora článku jde v podstatě o odrazový můstek pro další vývoj.
Mezi softwary, které pracují slovníkovými metodami, lze zmínit také CATPAC, Concordance, Diction, General Inquirer, Hamlet, TEXTPACK, WordStat a další. Existují také programy, které mají pouze proprietární povahu jako DIMAP, Visual Text. K vytváření anotací slouží např. softwary Atlas-ti nebo NUDIST.
Každý z výše zmíněných softwarů funguje na různých platformách (Windows, Mac), mají různé licenční podmínky (volný software, licence) a jsou k dostání většinou[zdroj?] ve Spojených státech amerických.